# Rob Ickes
Rob Ickes (San Francisco, 1967 –) amerikai dzsesszgitáros.

## Pályakép
1967-ben született San Franciscóban. Ickes 1992-ben Nashville-be költözött. 1994-ben alapító tagja lett egy bluegrass zenekarnak, a Blue Highway-nek. A Blue Highway mellett rendszeresen fellép saját dzsessztriójával, a Three Ring Circle-lel.
1994-ben két Grammy-díjra jelölték a bluegrass és gospel albumaival.
Rob Ickes rezonátoros gitáron játszik.

## Lemezek
- Hard Times 1997
- Slide City 1999
- What It Is 2002
- Big Time   2004
- Three Bells 2014
- Before the Sun Goes Down 2015
- The Country Blues 2016
- World Full of Blues 2019
- Road Song 2019

## Díjak
Két lemezével lett Grammy-díjas 1994-ben.